# Sentosa (Krueng Sabee)
Sentosa is een bestuurslaag in het regentschap Aceh Jaya van de provincie Atjeh, Indonesië. Sentosa telt 788 inwoners (volkstelling 2010).